# Puschtschino
Puschtschino (russisch Пу́щино) ist eine Stadt mit 20.332 Einwohnern (Stand 14. Oktober 2010) in Russland in der Oblast Moskau, etwa 120 km südlich von Moskau.

## Geographie

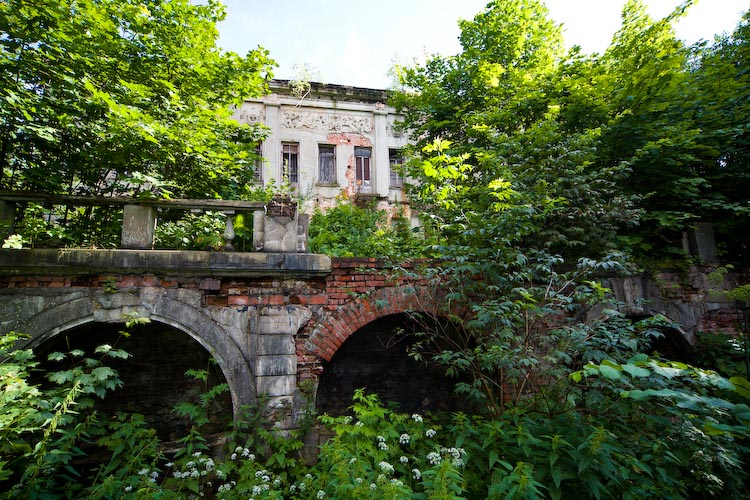
Reste eines alten Landgutes in Puschtschino

Puschtschino liegt am Fluss Oka und wird vor allem im Sommer von vielen Moskauern besucht, welche ihre Wochenendgrundstücke nutzen oder in ihren Wohnungen eine Rückzugsmöglichkeit aus der Großstadt finden. Die relativ saubere Luft und sehr geringe Kriminalitätsrate steigern die Attraktivität des Städtchens und führen in jüngster Zeit auch zu einer verstärkten Bautätigkeit.
Die nächstgelegene Großstadt ist Serpuchow gut 15 Kilometer Luftlinie nordwestlich von Puschtschino am gegenüberliegenden Ufer der Oka.

## Geschichte

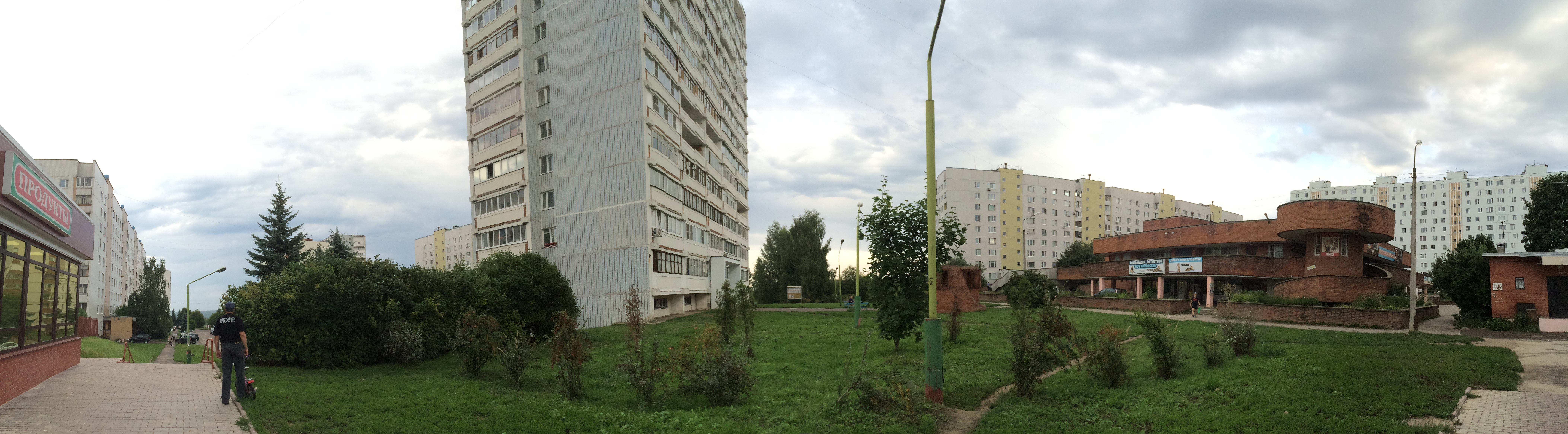
Panoramabild eines Wohngebiets

Puschtschino wurde 1964 im Zuge des Baus eines Radioteleskops gegründet. Die Einwohner der 'Wissenschaftsstadt' sind zu etwa einem Viertel Wissenschaftler. Neben anderen Grundlagenforschungsinstituten, wie z. B. zur Mikrobiologie, ist auch ein bodenkundliches Institut vertreten. Mehrere Forschungseinrichtungen in Puschtschino gehören zur Russischen Akademie der Wissenschaften. Aufgrund der relativ jungen Geschichte Puschtschinos sind die meisten Bauwerke als Plattenbauten ausgeführt.

### Bevölkerungsentwicklung
| Jahr | Einwohner |
| ---- | --------- |
| 1970 | 10.100    |
| 1979 | 16.545    |
| 1989 | 19.479    |
| 2002 | 19.964    |
| 2010 | 20.332    |

Anmerkung: Volkszählungsdaten

## Verkehr
Der öffentliche Personenverkehr wird ausschließlich von Omnibuslinien und Marschrutkas durchgeführt. Es gibt einen Busbahnhof, der von allen Bussen bedient wird. Mehrmals täglich bestehen Verbindungen nach Serpuchow und Moskau, wo Anschluss an andere Busse, Elektritschkas und an die Moskauer Metro besteht. Die Moskauer Ringautobahn MKAD ist zirka 80 km von Puschtschino entfernt, des Weiteren gibt es in der Nähe von Puschtschino eine Auffahrt zur Fernstraße "Krim".

## Weiterführende Bildungseinrichtungen
- Staatliche Universität Puschtschino

Filialen der РАН (Russische Akademie der Wissenschaften)
- Institut für Eiweißforschung (ИБ РАН)
- Institut für Zellbiophysik (ИБК РАН)
- Institut für Biochemie und Physiologie der Mikroorganismen "G. K. Skrjabin" (ИБФМ РАН)
- Institut für Grundprobleme der Biologie (ИМПБ РАН)
- Institut für fundamentale Probleme der Biologie (ИФПБ РАН)
- Institut für physikalisch-chemische und biologische Probleme der Bodenkunde (ИФХиБПП РАН)
- Institut für Theoretische und Experimentelle Biophysik (ИТЭБ РАН)
- Niederlassung des Instituts für Bioorganische Chemie "M. Sch. Schemjakin" und "Yu. A. Owtschinnikow"

## Söhne und Töchter der Stadt
- Juri Owtschinnikow (1934–1988), Biochemiker und Mitglied der Akademie der Wissenschaften der UdSSR
- Konstantin Malofejew (* 1974), Oligarch